# Alan Metter
Alan Dennis Metter, né le 19 août 1933 à Sharon dans le Massachusetts et mort le 7 juin 2020 à Fort Lauderdale en Floride, est un réalisateur américain.

## Filmographie
- 1983 : The Winds of Whoopie (TV)
- 1985 : School Girls (Girls Just Wanna Have Fun)
- 1986 : À fond la fac
- 1988 : Moving
- 1990 : Cold Dog Soup
- 1990 : Working Tra$h (TV)
- 1994 : Police Academy : Mission à Moscou (Police Academy: Mission to Moscow)
- 1994 : Sans dessus dessous (Summertime Switch) (TV)
- 1998 : Recherche maman désespérément (Billboard Dad)Traduction : Un papa qui s'affiche
- 1999 : Aventures à Paris (Passport to Paris) (vidéo)
- 2000 : The Growing Pains Movie (TV)